# Резиновая уточка
Резиновая уточка — игрушка в виде утки, как правило, жёлтого цвета. Она может быть сделана не только из резины, но и из пенопласта или пластмассы. Жёлтая резиновая уточка часто ассоциируется с купанием. 

## История
История уточки берёт начало ещё с XIX века, когда всё чаще стала использоваться резина.
Джим Хенсон поднял рейтинг уточки, исполнив песню «Резиновая уточка» (англ. Rubber Duckie).
Эрни из «Улицы Сезам» также пропагандировал уточку, ведь она была его любимой игрушкой. Эрни часто говорил с уточкой, носил её на разные шоу, играл с ней, это не могло не привлечь внимание телезрителей. Также Эрни написал песню «Резиновая уточка» (видимо, пародия на песню Хенсона).
В 2001 году появилось сообщение, что у королевы Елизаветы II есть резиновая уточка в ванне. На короткое время продажи уточек поднялись на 83%.
Коллекционеры уточек встречаются в Великобритании, Германии, Канаде, США, Японии, Сингапуре, Австралии и Нидерландах.
В 2007 году в Книге рекордов Гиннесса был отмечен рекорд — коллекция из 2583 уникальных, отличающихся друг от друга уточек. Также в этом году голландский художник Флорентийн Хофман начал создавать в разных городах скульптуры гигантских резиновых уток, в том числе самую большую в мире в Сен-Назере размером 26 × 20 × 32 м и массой 600 кг.
Помимо обычных жёлтых уточек существует множество вариаций этой игрушки на праздничную, спортивную, политическую и другие темы. Цвета у уточек могут быть любые, от розовых до чёрных, от зелёных до красных.

## Гонки
Вместе с популярностью уточек появлялись новые игры, где участвовали те же самые уточки. Уточку кидают в воду, в бассейн или другой любой водоём. Тот, чья уточка пересечёт финишную ленту первой, объявляется победителем.
Существуют сотни гонок с уточками во всём мире. Самый большой заплыв уточек состоялся в Цинциннати, штат Огайо. В заплыве участвовали более 100 000 уток.
В Сингапуре ежегодно с 1998 (кроме 2004, 2005, 2006) по 2007 год проводились Великая Сингапурская гонка уток (Great Singapore Duck Race). В назначенный день в реку Сингапур вываливалось 100 000 резиновых уток — лотерейных билетов, стоимостью 10 сингапурских долларов каждый. Тот, чья утка приходила к финишу первым, получал приз — 1 миллион сингапурских долларов. В 2007 году была проведена последняя гонка в связи с принятым решением превратить реку Сингапур в водохранилище.
В Лондоне проводится Великая Британская гонка уток (The Great British Duck Race), в 2009 году в ней приняли участие 205 000 резиновых уток. В 2010 году гонка прошла в четвёртый раз.

## Резиновые утки в океанологии
Во время шторма в Тихом океане 10 января 1992 года в море были смыты 29 000 пластмассовых игрушек для ванн Friendly Floatees, занимавших три 40-футовых контейнера. Две трети уток уплыли на юг и добрались через три месяца до побережья Индонезии, Австралии и Южной Америки. Остальные 10 тысяч уток поднялись на север к Аляске, а затем, совершив полный круг вокруг Японии, попали в Большое тихоокеанское мусорное пятно. Многие из уток потом прошли через Берингов пролив между Аляской и Россией и попали в плен арктических льдов. Они прошли через льды со скоростью 1 миля в день и в 2000 году были замечены в Северной Атлантике. За перемещением уточек следил американский океанограф Кёртис Эббсмейер.
После этого случая специалисты НАСА решили воспользоваться полученным опытом в наблюдении за подводными течениями. Игрушки погрузили в воду рядом с одним из крупнейших ледников в Гренландии. В каждой уточке была помещена записка, содержащая сообщение о том, что нашедший получит приз, отправив письмо о находке по указанному адресу.

## В технике
- Метод утёнка - психологический приём в программировании.

## В искусстве

### Художественная литература
Путешествию резиновых утят по океанам посвящены две детские книжки с картинками: в 2004 году была опубликована книга «Даки» (Ducky) Эвы Бантинг с иллюстрациями Дэвида Вишневского (оба — лауреаты медали Калдекотта), а в 2005 году другой известный писатель Эрик Карл выпустил книжку «Десять резиновых утят» (10 Little Rubber Ducks), позже переведённую на русский язык.

### Кино
- Резиновый Утёнок — позывной дальнобойщика Мартина Пенуолда — главного героя фильма «Конвой».
- В фильме Хитмэн от 2007 года показана дважды резиновая уточка для ванны. Сюжетно никак не задействована. Является отсылкой к одноимённой серии игр Hitman.
- В Фильме-расследовании ФБК «Он вам не Димон» жёлтая уточка использовалась как метафора слишком коррумпированной власти в России.

### Анимация
В 2014 году телеканалы Disney Channel и Disney Junior показали анимационый фильм «Счастливый утёнок», частично основанный на истории Friendly Floatees.